# Platylister sarawakensis
Platylister sarawakensis är en skalbaggsart som först beskrevs av Desbordes 1914.  Platylister sarawakensis ingår i släktet Platylister och familjen stumpbaggar. Inga underarter finns listade i Catalogue of Life.